# Jinja
Jinja er en by i den sydlige del af Uganda, med et indbyggertal (pr. 2005) på cirka 106.000. Byen er hovedstad i et distrikt af samme navn, og ligger 87 kilometer fra hovedstaden Kampala, ved breden af Victoriasøen.